# Água Augusta
Água Augusta (em latim: Aqua Augusta ou Acqua Augusta) foi um um aqueduto romano na cidade de Roma. Por conta de uma seca severa, o imperador Augusto mandou construir a Água Augusta em ou por volta de 33 a.C. para aumentar a vazão da Água Márcia e, depois, da Água Cláudia, quando necessário.
Porém, o projeto foi mal-feito e a maior parte da obra desabou em 27 a.C.